# Kronprinz (Unternehmen)

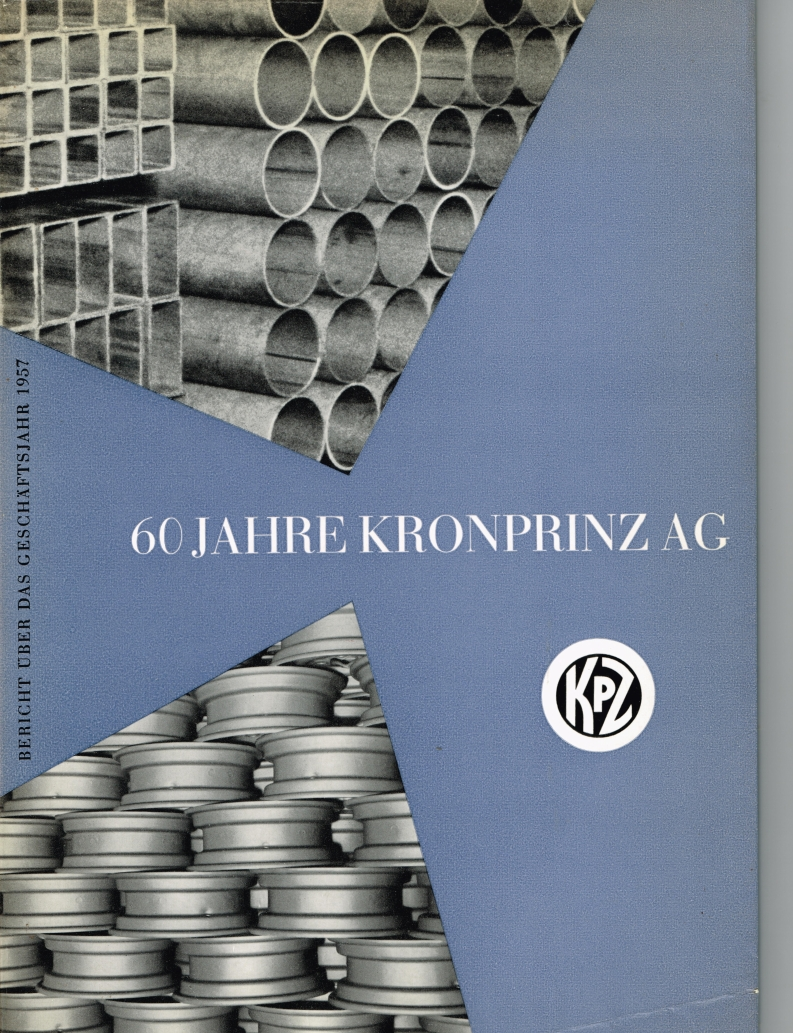
60 Jahre Kronprinz AG (1957)

Das Unternehmen Kronprinz, seit 2018 Accuride Wheels Solingen GmbH, mit Sitz in Solingen ist ein Hersteller von Rädern aus Stahl für Autos, Lastkraftwagen, Traktoren und Baumaschinen.
Das Unternehmen wurde am 27. Juli 1897 von Rudolf Kronenberg und Carl Prinz unter der Firma Kronprinz AG für Fahrradteile in Ohligs, seit 1929 ein Stadtteil von Solingen, gegründet, wobei „Kronprinz“ als Zusammenziehung beider Familiennamen gewählt wurde. Sie stellten geschweißte und nahtlose Präzisionsrohre und Felgen für Fahrräder und Autos her. Im Jahr 1903 meldete das Unternehmen ein Automobil-Stahlrad mit abnehmbarer Felge zum Patent an. Im Jahr 1907 starb Carl Prinz. 1930 begann die Fertigung von Pkw-Stahlscheibenrädern. 1934 starb mit Rudolf Kronenberg der zweite Mitbegründer des Unternehmens. Da es keine Erben gab, übernahm Mannesmann das Unternehmen.

## Kronprinz AG

### Die Gründer

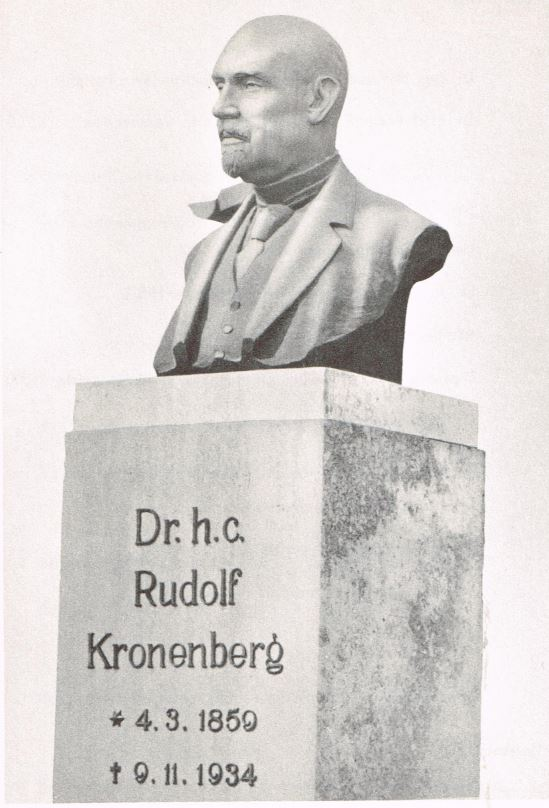
Rudolf Kronenberg, Denkmal im Werk Kronenberg Solingen-Ohligs

Rudolf Kronenberg (* 4. März 1859 im Lochbachtal in Wald; † 9. November 1934 in Solingen) war unter elf Kindern das älteste. Sein Vater war ein kleiner selbständiger Schirmdrechsler. Rudolf Kronenberg erlernte bei der Firma Gebrüder Dültgen das Schlosserhandwerk und wurde Technischer Zeichner. Er ging dann auf Wanderschaft und wurde Meister bei Rump & Söhne in Altena.
Dort lernte er Carl Prinz (* 1857 in Altena; † 1907 auf einer Reise nach Kalifornien) kennen, einen jungen Unternehmer, der aus begüterter Familie kam und in Altena eine Nietefabrik betrieb.
Rudolf Kronenberg kehrte 1888 von Altena nach Solingen zurück und machte sich zusammen mit seinem Schwager Karl Süß (* 1859) selbständig. Er fertigte Rippen für Schirmgestelle, Schlitzrohre für Schirmstöcke und Ladestöcke, sowie Speichen und Nippel für die stark im Wachsen begriffene Fahrradindustrie. Er stellte Fahrradfelgen und Stahlrohre aus Bandstahl her. Solange das Schweißen noch unbekannt war, musste die Stoßstelle der Felgen durch genietete oder gelötete Laschen verbunden werden. Die ersten dünnwandigen Rohre für Fahrräder, die Kronenberg herstellte, wurden wie die Fahrradfelgen gelötet.
Schon als das Elektroschweißen noch in den ersten Kinderschuhen steckte, entwickelte Kronenberg ein Verfahren mit dem Felgen elektrisch stumpfgeschweißt werden konnten. Die von ihm konstruierte Schweißmaschine wurde von Akkumulatoren gespeist, die im Keller unterhalb der Schweißmaschine standen. Als es mit der Anwendung des autogenen Schweißens gelang, eine Schweißnaht ohne Zusatz zu erzeugen, war ein wichtiger Schritt vorwärts getan. Mehr und mehr konnte jetzt das Löten der Rohrlängsnaht durch das Schweißen ersetzt werden. Mit den bei Kronprinz gebauten Autogen-Schweißmaschinen wurden damals Durchlaufgeschwindigkeiten von etwa einem Meter in der Minute erreicht.
Carl Prinz hatte seine Nietefabrik aus dem engen Lennetal auf ein verkehrsgünstiges Grundstück am Bahnhof Immigrath verlegt.
Rudolf Kronenberg und Carl Prinz gründeten am 27. Juli 1897 in Ohligs die Kronprinz Actien-Gesellschaft für Fahrradteile, wobei „Kronprinz“ als Zusammenziehung beider Familiennamen Kronenberg und Prinz gewählt wurde. Das Grundkapital betrug 1,4 Millionen Mark. Die Kronprinz AG verfügte schon damals über die Fertigungsstätten Ohligs und Immigrath. Als unternehmerischen Berater und Aufsichtsratsvorsitzenden gewann Kronenberg den Chemiefaserindustriellen Hans Jordan.
In Werk Ohligs wurden Felgen und Schutzbleche für Fahrräder nach patentierten Verfahren statt wie bisher aus Holz, aus Bandeisen gemacht.
In Werk Immigrath wurde neben der Nietenfabrikation die Erzeugung von nahtlosen Rohren aufgenommen. Die Rohre wurden für die Herstellung von Rahmen, Vordergabeln und Lenkstangen von Fahr- und Motorrädern benötigt.

### Jahre des Aufbaus
Im Jahre 1886 hatte Daimler das erste Automobil gebaut. Es glich in seiner äußeren Form noch einer Kutsche. Als diese neuen Fahrzeuge dann immer schneller wurden, änderte man auch ihre Gestalt. Die Entwicklung des Autos beeinflusste die Konstruktion der Autoräder.
Rudolf Kronenberg interessierte sich für dieses Gebiet. Er stellte 1898 in Ohligs die ersten Autoräder her.
Zur Sicherung ihrer Rohstoffversorgung beteiligten sich Kronenberg und Prinz 1899 mit je 25 % an der Neugründung der Eisen- und Stahlwerks-GmbH in Ohligs. Die Beteiligung führte zur Namensänderung aus Kronprinz Actien-Gesellschaft für Fahrradteile in Kronprinz Aktiengesellschaft für Metallindustrie.
Das Werk Eisen- und Stahlwerks-GmbH Ohligs lieferte bis 1929 die Stahlblöcke für das Werk Immigrath.
In Immigrath wurde die elektrische Erhitzung der Schweißkanten für die Herstellung von Längsnähten bei Rohren eingeführt.
Um die Jahrhundertwende eröffnete Kronprinz in Frankreich und Italien eigene Fertigungsbetriebe, um für ihre Erzeugnisse neue Absatzgebiete zu erschließen.
Die Firma erhielt 1903 ein Patent auf ein Pkw-Stahlrad, womit sie als einer der ersten von der abnehmbaren Felge zum ganzen Rade überging. Auch dieses Rad war noch ein Speichenrad. Die Konstruktion ähnelte der Flachbettfelge.
Carl Prinz, rastlos und immer neuen Zielen zustrebend, schied 1907 aus dem Gemeinschaftsunternehmen aus. Ihn lockten andere Aufgaben. Er gründete neue Unternehmen im Solinger Raum und erwarb in Kalifornien eine Kupfermine, die er 1907 besuchen wollte. Auf dieser Reise starb Carl Prinz. Kronenberg führte das Kronprinz-Unternehmen allein fort und baute mit einem Stab tüchtiger Männer das Werk weiter aus.

### Rohre
Für die Erzeugung nahtloser Rohre wurde in Immigrath ein Rohrwalzwerk errichtet, in dem Blöcke nach dem Erhardt-Verfahren gelocht und gezogen und anschließend auf Schwedengerüsten fertiggewalzt wurden.
Neben dem Luppenbedarf für die eigene Rohrzieherei wurden in kleinerem Umfang warmgewalzte Siederohre hergestellt.
Ab 1906 wurden die Knüppel vom Stahlwerk Ohligs im Bandwalzwerk Immigrath zu Bändern von einer Breite bis etwa 200 mm ausgewalzt. Diese Bänder wurden dann teilweise im Immigrather Kaltwalzwerk weiterbearbeitet. Aus ihnen entstanden Felgen, Schutzbleche und gelötete Rohre.
Seine ersten dünnwandigen Rohre lötete Kronprinz wie die Fahrradfelgen und später schweißte er sie längs und quer. Die Versuche zum elektrischen Schweißen blieben in ihren Anfängen stecken, denn da brach der Erste Weltkrieg aus.
Nach dem Ersten Weltkrieg entwickelte Kronenberg eine Maschine zum elektrischen Längsschweißen von Rohren für das Werk Immigrath.
Nach dem Krieg gelang es zunächst, bei Felgen nach der Querschweißnaht auch die Lötung der Bandränder zur Bildung des Felgenrohres durch ein Widerstandsschweißverfahren zu ersetzen.
Während dieser Zeit erfolgte der Übergang des Werkes Immigrath an die Kronprinz A.-G. für Metall-Industrie, Werk Immigrath K.-G.
Kronenberg konnte schon 1910 das Grundkapital seiner AG auf 2,8 Millionen Mark bereits verdoppeln. Infolge des Ersten Weltkrieges wurden Vermögenswerte in Frankreich und Italien im Wert von 1,8 Millionen Goldmark beschlagnahmt. Durch den Ausgang des Ersten Weltkrieges gingen die Fertigungsbetriebe in Italien und Frankreich verloren.
Durch Vermittlung Jordans wurde Kronprinz während des Ersten Weltkriegs Großeinkäufer von Luppen bei den Mannesmann-Röhrenwerken, da im eigenen Rohrwalzwerk nur ein Teil der benötigten Vorrohre hergestellt werden konnte. Seitdem Kronprinz auch Präzisionsrohre herstellte, kamen sich die beiden Firmen näher.
1927 erfand er eine Maschine zum Stumpfschweißen der Längsnähte geschlitzter Rohre, mit der er als erster in der Welt produzieren konnte.
Ab 1929 wurden mit neuen, ähnlichen Maschinen erneute Versuche zum Widerstandsschweißen der Längsnähte von Rohren aufgenommen. Innerhalb von zwei Jahren gelang es, die Maschinen so weit zu entwickeln, dass sie imstande waren, Rohre produktionsmäßig herzustellen.
Das Werk Eisen- und Stahlwerks-GmbH Ohligs wurde 1929 stillgelegt und später verkauft.
Bei Erneuerung des Röhren-Verbandes trat die Gesellschaft diesem bei. Die Quote wurde für die Dauer des Vertrages an die Mannesmannröhren-Werke gegen Jahreszahlungen übereignet.
Seit etwa 1930 arbeitete das Rohrwalzwerk jedoch ausschließlich für den Eigenbedarf und ab dieser Zeit fast ausschließlich für Rohre aus legierten Stählen.
Von diesem Zeitpunkt an wurden laufend neue Maschinen gebaut, bis der Betrieb vollständig von Autogen- auf Elektroschweißung umgestellt war. Ab 1934 stellte die Kronprinz AG nur noch elektrisch geschweißte Stahlrohre her.

### Autofelgen und Autoräder
Kronprinz begann 1908 in einem Neubau in Ohligs die Großproduktion von Autofelgen und -Autorädern. Die Firma erhielt 1921 durch Patenttausch als einzige in Deutschland das Herstellungsrecht und den Vertrieb des abnehmbaren Drahtspeichenrades mit Schnellverschluss von Rudge-Whitworth, das im Automobilsport unentbehrlich wurde. Es wurde von Kronprinz bis Ende der 50er Jahre hergestellt.
Ab 1921 musste sich Kronprinz dem Lkw-Rad widmen, als sich die Luftbereifung hier durchsetzte.
1925 brachte Kronprinz eine geteilte Felge mit einseitig angewalztem, festem Seitenring und mit eingewalzter Ringnut für den Sprengring heraus, die patentiert wurde.
Seit 1927 fertigte er die Ringscheiben der Automobilräder durch Kegelwalzen von Flacheisen statt durch Ausstanzen großer Scheiben aus viereckigen Blechtafeln.
Die Fertigung von Pkw – Stahlscheibenrädern begann 1930. Zuvor kannte der Markt nur Speicherräder. Das war ein wesentlicher Fortschritt hin zu einem billigeren Automobilrad.
1930 brachte Kronprinz eine Tiefbett-Sicherheitsfelge für Lkw heraus, die größere Sicherheit gegen das Herausspringen des Reifens bot.
Ab 1932 zielten weitere Verbesserungen auf eine Herabsetzung des Radgewichtes. Dabei wurde die Möglichkeit ausgenutzt, die Scheibe nach dem äußeren Umfange hin zu verjüngen, ohne dass die Tragfähigkeit des Rades vermindert wurde. Zunächst ließ sich die konische Formgebung der Radscheibe nur durch spanabhebende Bearbeitung verwirklichen, ein langwieriges, kostspieliges Verfahren. Die Kronprinz AG fand mit der Entwicklung von Radscheibenwalzwerken eine wirtschaftliche Lösung, um verjüngte Scheiben herzustellen.
Seit den Anfängen der Luftfahrtindustrie lieferte Kronprinz auch für sie nahtlose Präzisions-Stahlrohre, Drahtspeichen-Lauf- und Spornräder und ab 1932 die ersten Federbeine für die Ju 52, genannt „Tante Ju“.

## Kronprinz AG und Mannesmannröhren-Werke AG

Aktie über 1000 RM der Kronprinz AG für Metallindustrie vom Juni 1935

1930 erwarb der Konzern Mannesmannröhren-Werke Düsseldorf 20 % der Kronprinz-Aktien.
Rudolf Kronenberg war bis zum Tode am 9. November 1934 Generaldirektor der Kronprinz AG. Kronenberg blieb bis an sein Lebensende Vorstandsmitglied und stellvertretender Aufsichtsratsvorsitzender seiner Firma. Nach ihm ist in Solingen-Ohligs der Rudolf-Kronenberg-Weg benannt.
Er hinterließ keine Erben, die zur Führung eines solchen Unternehmens geeignet waren. Kronenbergs Erben waren bereit, sich von ihrem Aktienbesitz zu trennen und die Mannesmannröhren-Werke kauften weitere Kronprinz-Aktien auf.
Die „Mannesmannröhren-Werke“, Düsseldorf, vermehrten ihren Besitz an Aktien der Gesellschaft weiterhin erheblich. Schon 1936 hatte dieses große Röhrenunternehmen eine Beteiligung an der Kronprinz AG von über 50 Prozent erreicht und besaß damit die absolute Mehrheit des Aktienkapitals der Gesellschaft. Auch als die Kronprinz AG nahezu in den Alleinbesitz des Mannesmann-Konzerns übergegangen war, behielt sie den eigenen Verwaltungsapparat, den selbstständigen Ein- und Verkauf. Der im In- und Ausland in vier Jahrzehnten erfolgreich eingeführte Name Kronprinz wurde beibehalten.

### Werk Solingen-Ohligs
In die Zeit zwischen 1936 und 1939 fiel auch bei Kronprinz die Umstellung auf rüstungswirtschaftliche Aufgaben. Rohre und Räder wurden jetzt in großen Mengen für die verschiedensten Zwecke der Rüstungsindustrie benötigt.
Im Hauptwerk Ohligs wurden jetzt auch Flugzeugräder hergestellt, an die sich der Bau von Flugzeugfahrwerken anschloss. Die ersten Kronprinz (KPZ)-Federbeine wurden serienmäßig bei der Ju 52 verwandt. Bis 1945 fertigte Kronprinz Flugzeugteile, unter anderem komplette Fahrwerksfederbeine für Hersteller wie Junkers oder Messerschmitt AG.
Die Anwendung der Uerdinger Ringfeder auf das Federbein erwies sich als erfolgreich. Im Zuge der Weiterentwicklung zur Gewichterleichterungen erfolgte der Übergang auf luft- und ölgefederte Fahrwerke.
Das Automobilrad wurde weiter verbessert. Für Personenwagen wurden moderne Tiefbettfelgen und für schwere Lastwagen die drei- und viergeteilten Flachbettfelgen entwickelt. Damals eroberten sich die Rennwagen von Mercedes-Benz und Auto Union auf Kronprinz-Rädern ihre Siege. Dabei wurden frühzeitig wertvolle Erfahrungen mit Leichtmetallfelgen gesammelt, die später bei der Einführung von Aluminium-Rädern in den Serienbedarf zugutekamen.
Für den VW Typ 87 wurden im Rahmen der Tropenausstattung für das Deutsche Afrikakorps spezielle Ballonreifen der Größe 200-16 für die Fahrt durch Sand gefertigt.

### Verkäufe und Akquisition
Die Beteiligung an der Kromag' Aktiengesellschaft für Werkzeug- und Metallindustrie, in Hirtenberg wurde verkauft.

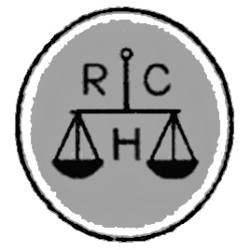
Coppel Hilden Logo 1937

Kronprinz erweiterte 1936 seine Kapazität an nahtlosen und autogengeschweißten Präzisionsrohren durch den Kauf des Röhrenwerks Coppel in Hilden. Es wurde in Röhrenwerk Hilden G. m. b. H. Hilden. (Rheinland.) umfirmiert.
Die Firma erwarb einen weiteren Anteils an der Metallwerke Ohligs GmbH in Solingen-Ohligs, die 1906 von einem ehemaligen Angestellten von Kronprinz gegründet worden war. Das Werk stellte ebenfalls nahtlose Rohre sowie Felgen und Schutzbleche für Fahrräder und Motorräder her.

### Umstrukturierung
Das Leistungsprogramm von Kronprinz umfasste die Herstellung von geschweißten und nahtlosen Rohren, Profilen, Teilen der Weiterverarbeitung, Flugzeugteile und Automobilräder.
Jordans früherer Sekretär Karl Zell führte das Unternehmen bis 1938 weiter, ehe es 1939 ganz an Mannesmann überging, das dadurch seine Leistungsfähigkeit in der Präzisionsrohr-Erzeugung wesentlich erhöhte.
In den folgenden Jahren erlebte Kronprinz eine stürmische Weiterentwicklung.
Unter der neuen Führung der Mannesmannröhren-Werke erfolgte die Umstellung der Fabrikationseinrichtungen und die Durchführung größerer Neu- und Ersatz-Investitionen von rund 0,3 Millionen Reichsmark.
Die Erneuerung bedeutete die Herstellung neuer Werkstätten und Abbruch und Verkauf eines nicht genutzten Grundstückes mit Fabrikgebäuden.
Die teilweise parallel laufende Fabrikation der vier Werke wurde rationell aufgeteilt.
Das Werk Hilden hörte auf, Rohre zu schweißen. Soweit erforderlich, bezog es nunmehr die geschweißten Rohre von Ohligs.
Bei den Metallwerken Ohligs wurde die Fertigung von nahtlosen Rohren stillgelegt und nach Immigrath verlegt.
Die Fahrradfelgen- und Schutzblechfertigung wurde stattdessen bei den Metallwerken Ohligs konzentriert.

## Zweiter Weltkrieg und Nachkriegszeit
Während des Zweiten Weltkrieges wurde Solingen zwar bombardiert, jedoch wurde Kronprinz nicht total zerstört. Trotzdem war nach dem Kriegsende kaum eine funktionsfähige Werkstatt vorhanden. Nach Kriegsende benutzte die Besatzungsmacht das Werk als Truppenkaserne.
Nur den gemeinsamen Anstrengungen von Leitung und Belegschaft gelang es, die Hallen und Maschinen notdürftig zu reparieren und die Produktion wieder aufzunehmen. Die Dinge, die hergestellt werden konnten, lagen abseits vom bisherigen Fertigungsprogramm. Der Vorschlag der Leitung, Feldbetten herzustellen, wurde von der Besatzungsmacht akzeptiert. Die Matratzen der Betten bestanden aus geflochtenem Bandeisen, die Rahmen aus Rohren, welche als Restbestände aus der Kriegszeit verblieben waren.
Wenn auch bereits vor der Währungsreform 1948 in allen Werkstätten das normale Fertigungsprogramm wieder angelaufen war, so begann der wirkliche Wiederaufbau doch erst mit diesem Zeitpunkt. Es mussten nicht nur die Kriegsschäden restlos beseitigt werden; auch, längst fällige Erneuerungen an Gebäuden und Maschinen wurden in Angriff genommen. Hier bewährte sich die Zugehörigkeit von Kronprinz zum Mannesmann-Konzern in ganz besonderer Weise.

### Werk Ohligs
Spezialmaschinen wurden bei Kronprinz selbst  konstruiert und weitgehend in eigener Werkstatt gebaut. Beispiele hierfür sind die Rohrschweißmaschinen, insbesondere die große Schweißmaschine für Rohre von 3 ½ bis 6 5/8 Zoll. Weitere Maschinen wurden in Deutschland und in den USA gekauft.
Im Kaltwalzwerk wurden neue Hallen geschaffen, die alte Topfglüherei durch neuzeitliche Durchlauföfen ersetzt.
Die Beizerei und die Bandvorbereitung wurden erneuert, die Kaltwalzgerüste wurden umgestellt und ergänzt. Nach Ergänzung der Kaltwalzgerüste konnte Kaltband bis zu 560 mm Breite hergestellt werden.
Die Fertigung von Stahlscheibenrädern für schlauchlose Bereifung bei Pkw begann 1955.
Eine neue Mehrstufenpresse ermöglichte ab 1961 die Pkw-Radschüssel-Fertigung.
Die Fertigung von einteiligen Lkw-Stahlrädern (Steilschulter-Räder) erfolgte ab 1969.
1980 Aufnahme der Leichtmetall-Gussrad-Fertigung.

### Werk Immigrath
Moderne Hallen entstanden, in denen die Maschinen entsprechend dem Fertigungsfluss aufgestellt wurden. Krananlagen halfen den Transport der großen Materialmengen zu erleichtern.
In der Rohrzieherei wurden neue Öfen für die zunderfreie Wärmebehandlung aufgestellt.
Die Beizerei, früher ein Schmerzenskind der Eisenverarbeitung, erhielt vorbildliche Anlagen, so dass nichts mehr an die ehemals ungesunden Verhältnisse erinnerte.
Die sich rasch vergrößernde Fertigung von Rohren aus hochlegierten Stählen machte den Neubau einer ganzen Abteilung notwendig. Diese Fertigung ergänzte das Programm an unlegierten Präzisionsrohren. Sie wurden in nahtloser und in geschweißter Ausführung gefertigt.
Kronprinz besaß zehn Maschinen zum Elektroschweißung für einen Durchmesserbereich von 8 bis 170 mm.
Die Kaltpilgerei wurde ausgebaut; mit ihren neun Maschinen war sie die größte Anlage dieser Art in Europa. Neben hochlegierten Rohren wurden auf diesen Maschinen auch Präzisionskugellagerrohre hergestellt.
Im Bandwalzwerk wurde die bisher vorhandene Triostraße durch eine halbkontinuierliche Straße ersetzt. Es war in der Lage Bänder von 50 bis 560 mm Breite herzustellen. In dem Bandwalzwerk wurde das Vormaterial für die Schweißrohrabteilung, die Räderabteilung und die Profilabteilung gewalzt, und ferner Bandstahl für den direkten Verkauf gefertigt.
Im Rohrwalzwerk walzten Spezialeinrichtungen Qualitätsluppen vorwiegend aus legierten Stählen für die eigene Weiterverarbeitung.

### Werk Hilden
Im Werk Hilden beschlagnahmten beim Einmarsch der Besatzungstruppen die US-Soldaten einen Teil der Werksanlagen.
Ab 1946 gelang es nach längeren Bemühungen, das Werk Hilden, das der Restitutionsgesetzgebung unterlag, zu erhalten. Sie bekam eine leistungsfähige Ziehereianlage.
Zunächst wurde noch die Zweiradindustrie beliefert. Sie fertigte Rohrteile für die Fahrradindustrie und Motorradteleskopgabeln, ferner Rohre für sanitäre Anlagen und Spülkästen, Golfstöcke und Hochspannungsarmaturen.
Für die Automobilindustrie lieferte Hilden wie seit Jahrzehnten gebogene und anders bearbeitete Rohre.
Als die Zweiradindustrie zurückging, dehnte es sein Programm auf die Fertigung von verlegungsfertigen Leitungsrohre für die Beregnung, für die Gebäudeentwässerung und für den Bergbau aus.
Aufbauend auf den Erfahrungen des Flugzeugfahrwerksbaus begann die Lieferung von hydraulischen Grubenstempeln für den Bergbau.
Das Hildener Werk wurde 1972 stillgelegt. Auf dem Gelände ist heute der Terrania Industriepark.

### Mannesmann Kronprinz AG

Mannesmann Logo

1970 ging die Röhrenfertigung der alten Kronprinz AG auf die Mannesmannröhren-Werke und die Räderfertigung auf die neue Kronprinz AG (100 % im Besitz der Mannesmann AG) über. Die Mannesmann-Werke AG wurde 1977 Führungsunternehmen der Mannesmann Kronprinz AG.
Das Leistungsprogramm der Mannesmann Kronprinz AG umfasste die Herstellung von geschweißten und nahtlosen Rohren, Profilen, Teilen der Weiterverarbeitung und Automobilräder.

## Fichtel & Sachs AG

Fichtel & Sachs Logo

Nach Eingliederung der Fichtel & Sachs AG in den Mannesmann-Konzern übernahm 1988 das Schweinfurter Unternehmen die Führungsaufgaben.
Als Modernisierung erfolgt 1995 die Errichtung einer kompletten Fertigungsstraße für Aluminiumräder und ab 1996 die Herstellung von Rädern mit außenliegendem Ventil für Lkw (ALV-Räder).
Die Mannesmann-Kronprinz AG beteiligte sich 1996 mit 20 Prozent an dem türkischen Räderhersteller Tekersan, einer Tochtergesellschaft des größten türkischen Industriekonzerns, der Koç Holding.

## Michelin

Michelin Logo

Michelin kaufte 1997 51 Prozent der Kronprinz-Aktien von Mannesmann und wurde somit Mehrheitsaktionär. Durch weiteren Aktienkauf übernahm Michelin 2004 das Unternehmen vollständig.
2001 Gründung des Räderports in Essen in Kooperation mit der Fritz Berger GmbH. Diese externe Logistik-Plattform übernahm die Verteilung der Räder für den Nachrüstmarkt an das europäische Großhandelsnetz. Die Fritz Berger GmbH wurde 2003 durch Kronprinz vollständig übernommen.
Im Jahr 2004 übernahm Kronprinz den Hersteller Tekersan zu 100 Prozent.

## BORBET Solingen

Borbet GmbH Logo

Die Leichtmetall-Gussrad-Fertigung wurde 2001 ein Tochterunternehmen der Borbet-Gruppe. Diese Aktivitäten wurden zeitweise unter dem Namen Kronprinz AluGuss GmbH am Standort Solingen fortgeführt. Seit 1. Januar 2009 firmiert die Firma unter BORBET Solingen. Die Borbet GmbH stellt auf dem Kronprinz-Werksgelände gegossene Räder aus Leichtmetall her.

## mefro wheels Metallwarenfabrik
Am 1. Januar 2005 wurde Kronprinz von mefro wheels Metallwarenfabrik in Rohrdorf (am Inn) übernommen, die ihre Zentrale bald nach Solingen verlegte.

## Accuride Wheels Solingen GmbH
Der Mutterkonzern mefro wheels wurde im Jahr 2018 von seinem größten US-amerikanischen Konkurrenten Accuride gekauft. Die Accuride Wheels Solingen GmbH mit Sitz in Solingen ist ein Hersteller von Rädern aus Stahl für Autos, Lastkraftwagen, Traktoren und Baumaschinen. Seit 2017 werden nur noch PKW- und LKW-Stahlräder hergestellt. Am 5. Februar 2025 hat die Accuride Wheels Solingen GmbH Insolvenz beantragt.